# نانو تکنولوژی در صنعت بتن
نانو تکنولوژی در صنعت بتن :بتن مقاوم از نوع مصالح کامپوزیت بوده و از نظر دوام جزو مصالح کامپوزیت و چند فازی مرکب و پیچیده‌است. خواص، رفتاروعملکرد بتن بستگی به نانو ساختار ماده زمینه بتن و سیمانی دارد که چسبندگی، پیوستگی و یکپارچگی را به وجود می‌آورد. در صنعت بتن، سیلیس یکی از معروفترین موادی است که نقش مهمی در چسبندگی و پرکنندگی بتن با عملکرد بالا ایفا می‌کند. محصول معمولی همان سلیکیافیوم یا میکرو سیلیکا است که دارای قطری در حدود ۱/۰ تا ۱ میلی‌متر است و دارای اکسید سیلیس حدود ۹۰٪ است. محصول نانو سیلیس متشکل از ذراتی هستند که دارای شکل گلوله ای بوده و با قطر کمتر ازnm 100یا به صورت ذرات خشک پودر یا به صورت معلق در مایع محلول قابل انتشار می‌باشند، که مایع آن معمول‌ترین نوع محلول نانو سیلیس است.